# Physetica obsecrata
Physetica obsecrata är en fjärilsart som beskrevs av Edward Meyrick 1914. Physetica obsecrata ingår i släktet Physetica och familjen nattflyn. Inga underarter finns listade i Catalogue of Life.